# Semicassis labiata
Semicassis labiata is een slakkensoort uit de familie van de Cassidae. De wetenschappelijke naam van de soort is voor het eerst geldig gepubliceerd in 1811 door Perry.

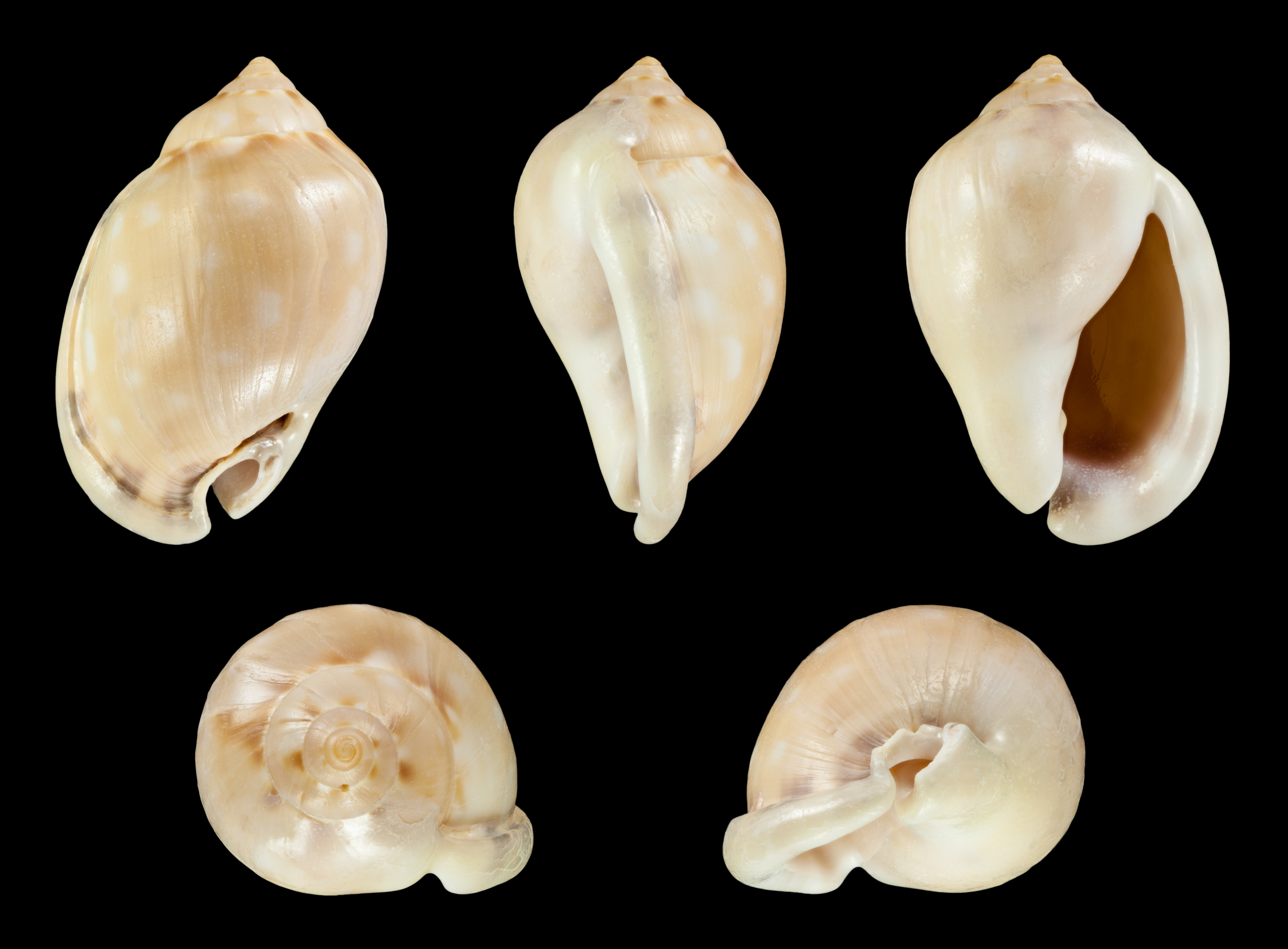
Semicassis labiata iredalei (Bayer, 1935) shell